# Guzmania pattersoniae
Guzmania pattersoniae är en gräsväxtart som beskrevs av José Manuel Manzanares. Guzmania pattersoniae ingår i släktet Guzmania och familjen Bromeliaceae. Inga underarter finns listade i Catalogue of Life.